# Mandelinka proměnlivá
Mandelinka proměnlivá (Chrysomela varians) je brouk z čeledi mandelinkovitých, který je na rozdíl od své příbuzné mandelinky bramborové menší a živí se meruzalkou.

## Popis

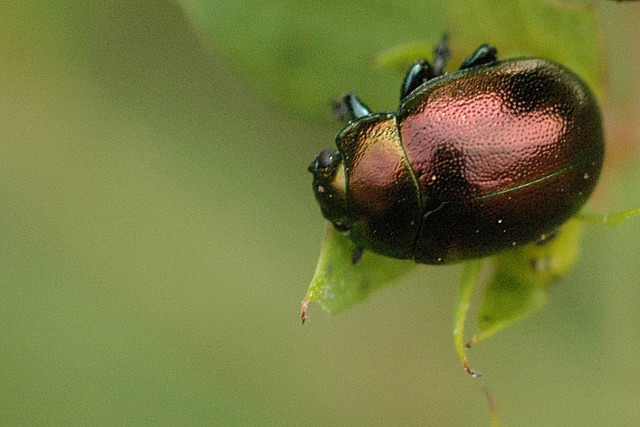
Červená

Délká těla je od 0,45 do 0,6 cm, je tedy středně velká. Tvar těla je oválný, s tím, že rozměr od hlavy po zadeček je delší. Jde o brouka barevně proměnlivého, většinou je zelený, vyskytují se však také jedinci modří nebo dokonce červení, kterých je nejméně. Povrch těla je lesklý. Larva je drobná, tlustá a černá housenka.

## Výskyt
Travní porosty a louky s vysokým podílem kvetoucích rostlin, brouka přitahuje zejména meruzalka. Vyskytuje se v ČR. Vyskytuje se na rostlinách v okolí květenství.

## Život
Dospělci se objevují v létě, kdy se páří a rychle množí, takže během léta se zvládne vylíhnout hned více generací, což však znamená zase kratší délku života, která bývá 1 - 5 měsíců.

## Zajímavosti
Barva těla je dědičná, vzhledem k více barevným variantám se proto tito brouci používají k experimentum s dědičností svého zabarvení.

## Galerie

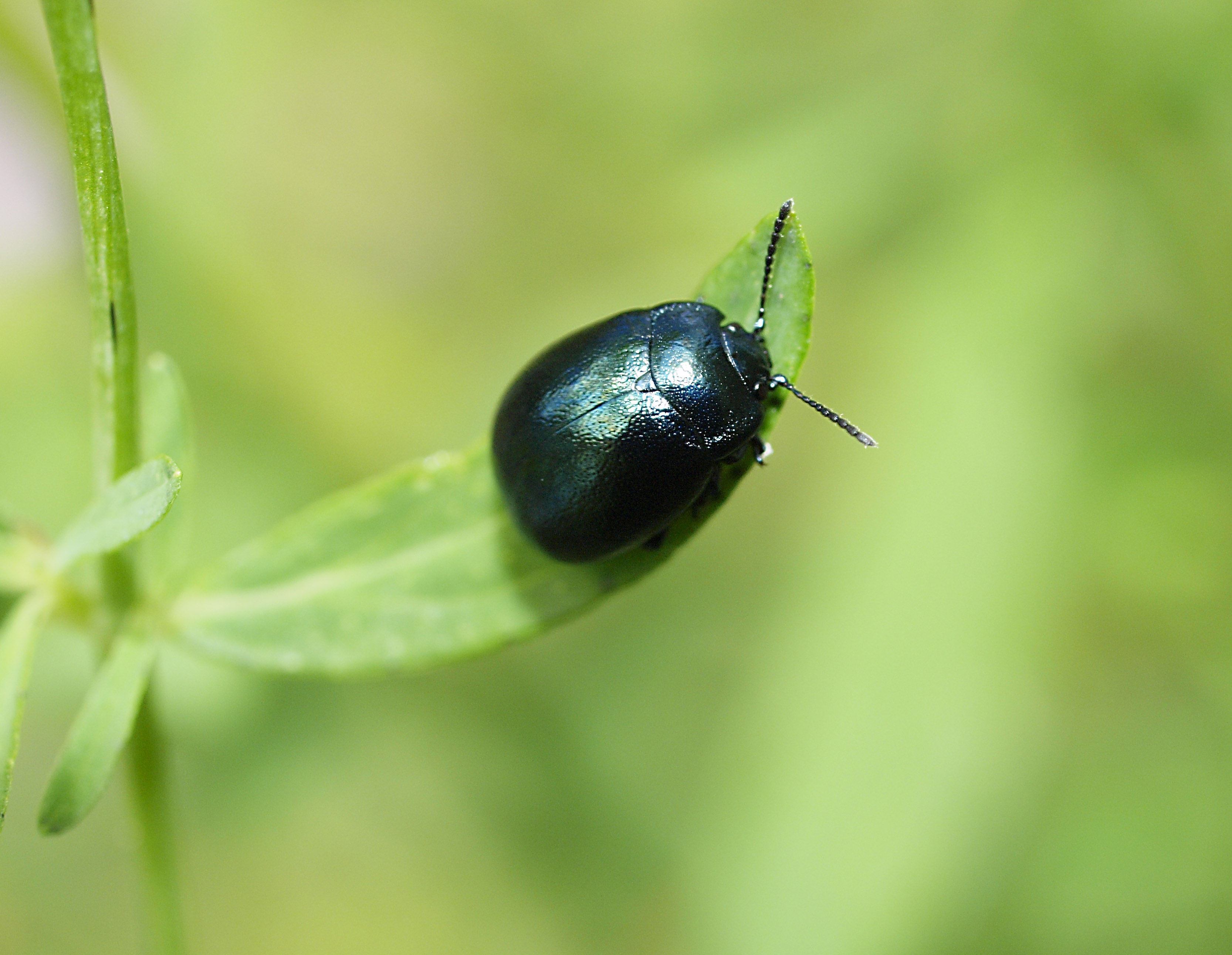
Modrá